# Tamaki Denny
Tamaki Denny (玉城 デニー Tamaki Denī) (sinh ngày 13 tháng 10 năm 1959) là một chính trị gia người Nhật Bản. Năm 2018, ông được bầu làm thống đốc Okinawa sau khi thống đốc tiềm nhiệm Onaga Takeshi qua đời. Ông tái đắc cử chức vụ này vào năm 2022.

## Tranh cãi

### Vi phạm luật bầu cử
Năm 2018, các áp phích bầu cử của Tamaki Denny chỉ được phép dán trên các bảng thông báo theo quy định của pháp luật. Thế nhưng, tấm áp phích đã được dán ở nhiều nơi, chẳng hạn như ở Văn phòng Tỉnh Okinawa. Ủy ban Quản lý Bầu cử Tỉnh Okinawa cho rằng, ông Tamaki Denny đã vi phạm Luật Bầu cử.